# Neamia notula
Neamia notula är en fiskart som beskrevs av John Fraser och Allen 2001. Neamia notula ingår i släktet Neamia och familjen Apogonidae. Inga underarter finns listade i Catalogue of Life.